# シオマラ・カストロ
イリス・シオマラ・カストロ・サルミエント（スペイン語: Iris Xiomara Castro Sarmiento, スペイン語発音: [ˌsi.oˈmaɾa ˈkastɾo]; 1959年9月30日 - ）は、ホンジュラスの政治家で、第56代目にあたる同国の大統領を、現在務めている。2022年1月27日、彼女は大統領に就任した。彼女は、ホンジュラスではじめての女性の大統領で、1982年の民政移管以降、自由党および国民党のどちらの党籍も持たないはじめての大統領でもある。
カストロは、2013年、2017年、および
2021年のホンジュラス総選挙において、左派政党自由復興党を率い、2013年と2021年には大統領候補となり、2017年にはサルバドール・ナスララの伴走候補者として副大統領に立候補した。かつてホンジュラスのファーストレディだった彼女は、2006年から2009年にかけて大統領を務めた彼女の夫のマヌエル・セラヤに対して起こされた、2009年のクーデターへの抵抗運動の指導者だった。カストロは、2021年ホンジュラス総選挙で、ホンジュラスの大統領に選ばれた。

## 生い立ち
5人の子供の内の2番目として生まれたカストロは、初等教育・中等教育を、テグシガルパのサン・ホセ・デル・カルメン校やマリア・アウクシリアドーラ校で受けた。その後、彼女は大学で学ぶ事なく、経営学の学位を取得した。
カストロは、1976年1月にマヌエル・セラヤと結婚し、挙式後、夫妻はオランチョ県のカタカマスに新居を構えた。
カストロは、カタカマスのロータリークラブ会員の夫人会の活動に積極的に関わり、夫人会でオランチョ県において支援を必要とする子供たちを支える取り組みを展開した。彼女は女性が多くを占める一人親家庭への支援を目的とするカタカマス児童デイリーケアセンター（Centro de Cuidado Diurno para Niños en Catacamas）の設立に参画した。センターは、雇用の促進を目的として基本的な清掃の方法や野菜の種まき、花卉園芸。

## 政治キャリア

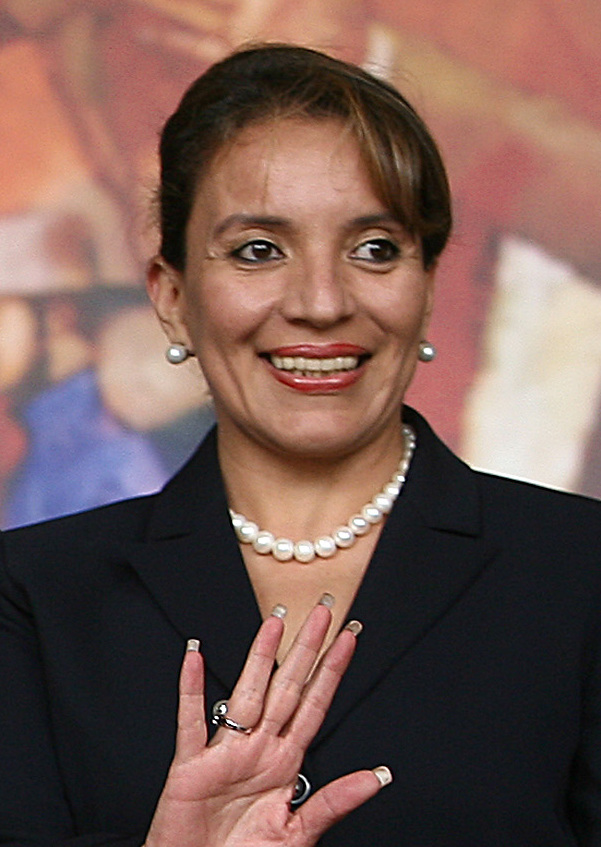
2007年8月のカストロ

カストロは、カタカマスにおいて自由党の女性支部を立ち上げ、2005年の党内における大統領予備選において、彼女の夫の支援を目的に強力な運動を展開した。この時、彼女はカタカマスにおいて政策外の調整を担った。
カストロは、ホンジュラスのファーストレディとして社会開発プログラムを担い、そして、彼女は、他国のファーストレディや国際連合と共にHIVに感染した女性に関する問題解決のため取り組んだ。
彼女の夫が、2009年6月28日のクーデターで失脚すると、カストロはクーデターに対する抵抗運動を指導し、数度にわたってセラヤの帰国を求める数千人が参加したデモに加わった。この運動は国民抵抗戦線（FNRP）の名で著名になり、自由復興党の土台となった。カストロは、クーデター政権との交渉が成立する前に帰国した夫が保護されていたブラジル大使館で夫と再会した。

### 大統領選挙

#### 2013年
2012年7月1日に、カストロは、サンタ・バルバラ県において開かれた集会で、大統領選挙運動を公式にはじめた。それから、彼女は2012年11月18日の党の予備選で勝ち、そして2013年6月16日、カストロは、2013年の大統領選における自由復興党の大統領候補に正式に選ばれた。カストロは、新自由主義や社会の軍事化に反対する立場を表明した。そして彼女は、新たな憲法を制定するために憲法制定会議を設置するよう訴えた。
カストロは、大統領選挙に至る3月から10月を通じた世論調査で8人の大統領候補中、1位に名を連ね続けた。ところが、カストロは、選挙前最後に行われた世論調査で、ホンジュラス国民党の大統領候補のフアン・オルランド・エルナンデス国民議会議長に逆転され、2位に陥落した。選挙期間中、カストロとエルナンデスは二大有力候補と見なされていた。エルナンデスの得票は、114万9,302票（36.89％）だったのに対し、カストロの得票は、89万6,498票（28.78％）で次点となった。彼女は大統領選挙には敗れたものの、彼女の政党である自由復興党の得票が、自由党の得票を上回り、第2党となった事から、ホンジュラスの二大政党制に風穴をあける結果になったと広く評価された。

#### 2017年

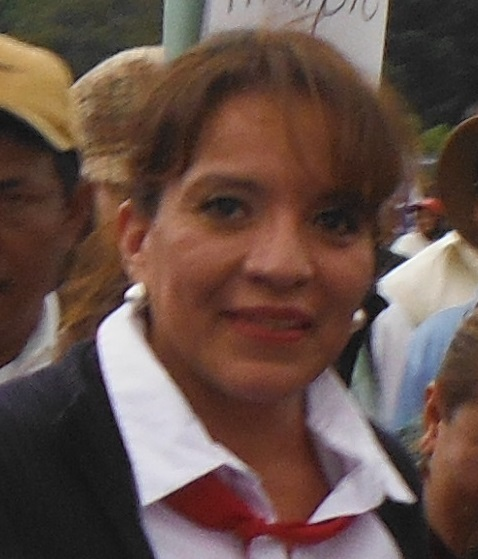
2013年のカストロ

カストロは、2017年の大統領選挙に向けて、再び自由復興党候補の指名獲得を目指した。彼女は予備選で圧勝した。しかし、自由復興党と革新統一党が選挙協力で合意した事に伴い、彼女は立候補を辞退し、サルバドール・ナスララが大統領選の統一候補になる事に同意した。

#### 2021年
カストロは、2021年のホンジュラス総選挙で彼女が率いる党を代表して、自由復興党の大統領候補になった。ホンジュラス救世主党のサルバドール・ナスララ候補は脱落して、カストロの伴走候補者になった。カストロと、右派政党国民党の対立候補で、2期にわたるテグシガルパ市長在任中に汚職疑惑に苦しんだナスリー・アスフラは、世論調査で激しく競り合っていた。大統領選挙運動の間、彼女は、台湾の中華民国に替えて北京の中華人民共和国を外交的に承認する事（一つの中国）や国際連合の支援の下で、グアテマラで活動する反汚職委員会のような機関の設置、ホンジュラスの憲法改正を主張した。カストロは、ホンジュラス憲法を改正するため、憲法制定会議の設置を提案している。また、彼女はホンジュラスで全面的に禁止されている妊娠中絶を条件を限定した上で、容認する事を提案している。
選挙結果の中間集計が発表されると、カストロは勝利宣言を行い、選挙結果が完全に確定するまでの間、国際メディアによって当選確実が報じられた。11月30日、アスフラの党は、大統領選に敗れた事を認めた。その後、彼はカストロに面会して彼女の当選を祝った。2022年1月27日、カストロは、女性ではじめてホンジュラスの大統領に就任した。

### 2022年の国民議会における主導権争い
2021年の選挙以前、カストロはサルバドール・ナスララに対し、選挙に勝った暁には、ナスララの政党である救世主党に国民議会の主導権を渡す事を約束していた。これは、ナスララが大統領選挙戦から撤退し、カストロの陣営に加わる条件のひとつだった。ところが、2022年1月22日の議長選挙の際、自由復興党の20人の議員はこれに従わず、自党のホルヘ・カリックス議員に票を投じた。その他の自由復興党や連立相手の議員は、救世主党のルイス・レドンド議員に票を入れた。議場では乱闘騒ぎになりカストロは、カリックスの選出を拒んだ。次いでカリックスに投票した20人の議員（2人はカリックス支持を撤回）を「裏切者」として、18名を自由復興党から除名処分した。翌晩、カストロは議事堂の前で自由復興党の支持者を集めて集会を行い、集会の目的を「...国民議会の簒奪を防ぎ、我々の旗の下で国民によって選出されたにもかかわらず裏切った、少数の議員が直接加担する、独裁者のフアン・オルランド・エルナンデスが目論む二大政党制を拒むため」と説いた。この争議は、カリックスと自由復興党を除名された議員が、レドンドの支持に同意した事で終わった。その後、カストロは、彼らを復党させた。

## 大統領として (2022年–現在)

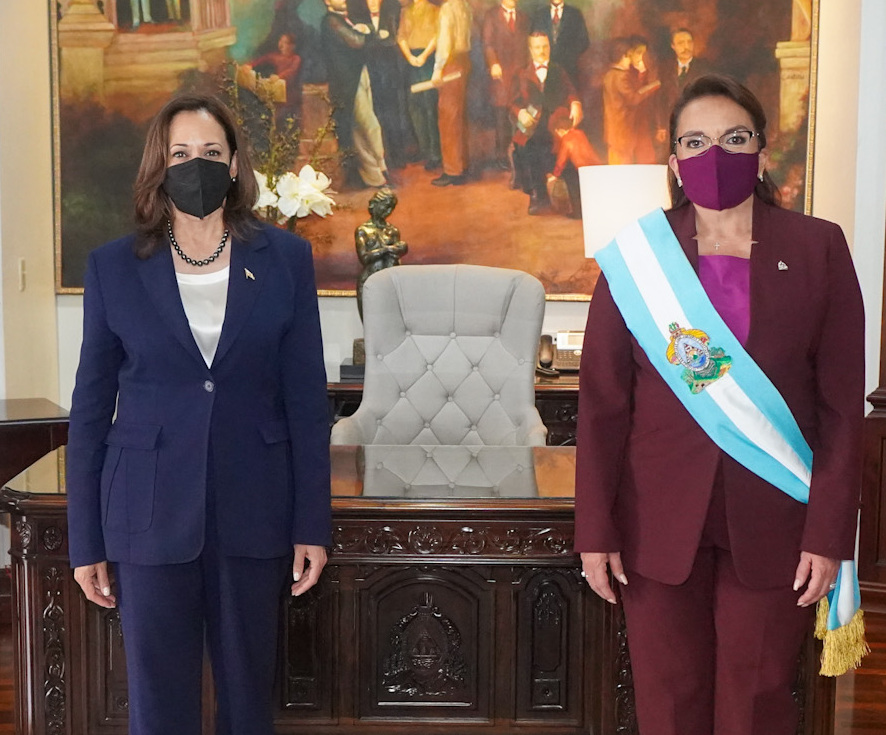
2022年1月の就任式後のカストロとカマラ・ハリス米副大統領

カストロは、2022年1月27日に大統領に就任した。彼女は、テグシガルパのサッカー場において数千人が見守る中、宣誓を行った。就任式には、スペイン国王フェリペ6世、台湾副総統の頼清徳、アメリカ合衆国副大統領のカマラ・ハリス、アルゼンチン副大統領のクリスティーナ・フェルナンデス・デ・キルチネル、キューバ副大統領のサルバドール・バルデス・メサ、コスタリカ大統領のカルロス・アルバラードが出席した。カストロはホンジュラスではじめてとなる女性の大統領であり、1982年の民政移管以降、国民党および自由党どちらの党籍も持たないはじめての大統領でもある。彼女は就任演説の中で、「私が引き継ぐ経済の破局は、わが国の歴史上、類例を見ない物です。」と述べた上で、前政権の間、「はびこっている」と評した腐敗や不平等と闘う事を宣言した。

### 経済政策
カストロは、彼女の就任演説の中で、社会民主主義国家の再建を誓い、富の再分配と国民所得における、透明性、効率的な生産、社会正義を基礎とする経済システムを復活させる事が、彼女の責務であると述べた上で、彼女の世界におけるビジョンでは、人間こそが市場ルールの上に置かれなければならないとした。

#### エネルギー
カストロは就任演説の中で、ホンジュラスの貧困層（月当たりの電気使用量が150kWhを下回る家庭）の電気料金を無料とし、必要な財源は電力の最大使用者の料金を値上げする事によって賄う事を発表した。加えて、カストロは、燃料を買う金を補助する法案を国民議会に提出する事を発表、河川や国立公園の開発について妥協する余地はないと述べた。

#### 財政政策
彼女の就任演説の中でカストロは、国民議会に提出する予算案の最大の部分が、給与の賃上げの為に充てられると述べた。加えてカストロは、彼女の財相と中央銀行に対し、生産に関する金利を引き下げるための活動を命じたと述べた。

### 外交政策

#### サハラ・アラブ民主共和国
2022年2月、ヘラルド・トーレス・セラヤ副外相は、サハラ・アラブ民主共和国（SADR）のブラヒム・ガリ大統領と会談し、ホンジュラスとSADRの政府および国民との間の外交関係が再開され、今後ますます深まって行くだろうという内容の声明を発表した。

#### 台湾

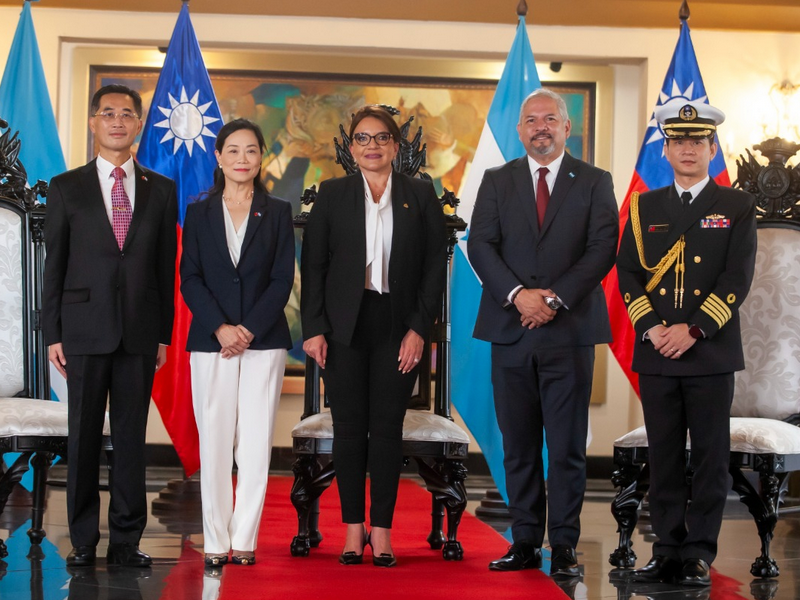
張俊菲大使（中央左）がカストロ大統領（中央）に信任状を捧呈した直後の集合写真。ホンジュラスの国旗に加えて、中華民国の国旗を掲揚している（2022年7月）

カストロは、中華民国（台湾）から中華人民共和国に承認先を替える計画はないと述べた上で、副総統の頼清徳に対し、台湾との関係強化を約束した。また、カストロのスポークスパーソンは、彼女が「当面の間、一つの中国への支持を変更・転換する考えはない」と述べていた。「当面の間」なる言葉がいかほどの期間を意味するか定かではなかったが、大統領就任から半年後の2022年7月28日に台湾の張俊菲大使を引見して信任状を受け取っており、少なくともこの時点では台湾を明確に主権国家として扱っていたことになる。
しかし、2023年3月14日、カストロは中華人民共和国との国交樹立を目指すことを発表した。同月22日には外務大臣のエドゥアルド・エンリケ・レイナが中華人民共和国との国交樹立に向けての交渉のため、現地へ向け出発した。この方針に台湾外交部は同月23日、強い不快感を示し駐ホンジュラス大使張俊菲の召還を発表した。外交政策転換の背景として中華人民共和国の習近平指導部による圧力に加え、「財政難や債務の問題」があると見られており、台湾中央通信は同月22日、レイナ外相が台湾外交部に対し、ホンジュラスの債務20億ドルの返済への協力や病院建設など計約25億ドルの支援を要求する事実上の「最後通牒」ともいえる書簡を同月13日に送付していたことを報じた。断交を恐れる台湾の足元を見て、巨額の資金支援を引き出そうとしていた可能性が指摘されている。ホンジュラスは主権国家中華民国としての台湾を承認する数少ない国家であり、今後の情勢が国際的に注視されることとなった。同月25日にホンジュラス外務省は台湾との断交を発表、翌26日に北京で両国外相が国交樹立に関する文書に署名した事で、中華人民共和国との国交が樹立された。